# Międzyzdroje
Międzyzdroje [mʲɛnʣɨˈzdrɔjɛ] (tyska och svenska: Misdroy,  äldre svenska: Misdraij, kasjubiska: Mizëzdroje) är en småstad och kurbadort vid Östersjöns kust på ön Wolin i nordvästra Polen. Tätorten har omkring 5 500 invånare. Staden är centralort för Międzyzdrojes stads- och landskommun, med sammanlagt 6 644 invånare, och tillhör administrativt distriktet Powiat kamieński i Västpommerns vojvodskap.

## Geografi

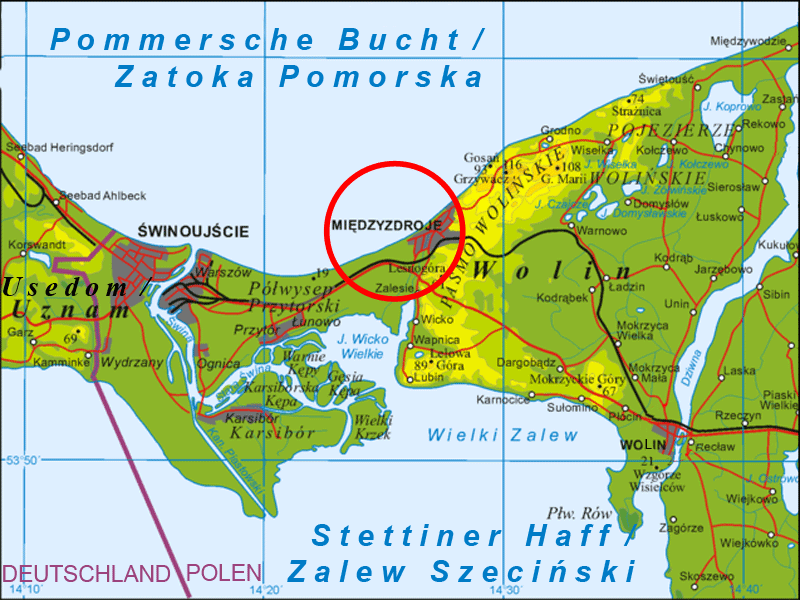
Międzyzdrojes läge på ön Wolin.

Międzyzdroje ligger i den polska delen av det historiska landskapet Vorpommern, på den norra sidan av ön Wolin, vid Pommerska bukten i Östersjön. Närmaste större städer är Świnoujście 10 kilometer västerut och Szczecin 60 kilometer söderut.

## Historia
En bosättning på platsen har funnits sedan 1200-talet. 1554 omnämns Misdroy som en by tillhörande Cammins domprosteri. Fram till 1800-talet hade byn endast ett fåtal invånare som livnärde sig på fiske och småskaligt jordbruk. Under början av 1830-talet kom de första badgästerna till orten, och från 1835 utvecklades orten till en badort, då de första kallbadhusen anlades detta år. Under följande decennier lät välbeställda stadsbor från Berlin och Stettin uppföra sommarvillor på platsen. 1860 fick orten en protestantisk kyrka. 1869 anlades en ångbåtsbrygga vid Grossen Vietziger See på södra sidan av ön, vilket gjorde orten lättare att nå med båt från Stettin. Den preussiske kronprinsen Fredrik, sedermera kejsaren Fredrik III, uppehöll sig med kronprinsfamiljen flera veckor i orten 1867, och verkade framgångsrikt för att orten skulle få ett reguljärt stopp på ångbåtslinjen Stettin–Swinemünde. Ortens första pir kom 1885 att döpas efter kronprins Fredrik, då hans vurm för staden fick stor betydelse för dess popularitet som turistmål.
Under Tyska kejsardömet besöktes badorten av flera kända gäster regelbundet, bland annat kronprinsfamiljen, generalpostmästaren Heinrich von Stephan och medicinprofessorn Rudolf Virchow. År 1899 färdigställdes järnvägen genom staden, som gav den förbindelse med Wollin och Swinemünde. Den första piren förstördes i en stormflod 1912 och har sedan dess flera gånger ersatts.
Misdroy hade en känd internatskola under mellankrigstiden, Baltenschule Misdroy, med flera sedermera kända elever, bland andra Claus von Amsberg, prinsgemål av Nederländerna, Bernd Freytag von Loringhoven, överlevande från Führerbunkern och general i Bundeswehr, samt nationalistpolitikern Adolf von Thadden. En annan känd ortsbo under mellankrigstiden var barnboksförfattaren Magda Trott.
Under slutet av andra världskriget fanns en försöksanläggning för långdistanskanonen V-3 söder om staden. I början av maj 1945 ockuperades orten av Röda armén. Den nya tysk-polska gränsen kom att dras över Usedom enligt Potsdamöverenskommelsen, och orten blev därmed del av Polen under det polska namnet Międzyzdroje. Den kvarvarande tyska befolkningen fördrevs västerut efter kriget, och orten kom att återbefolkas av polska bosättare och flyktingar under följande decennium. 1947 fick orten stadsrättigheter. Efter att ha varit del av Świnoujścies kommun mellan 1973 och 1984 är staden åter sedan 1984 centralort i en självständig stads- och landskommun.

## Kultur och sevärdheter

### Byggnadsverk

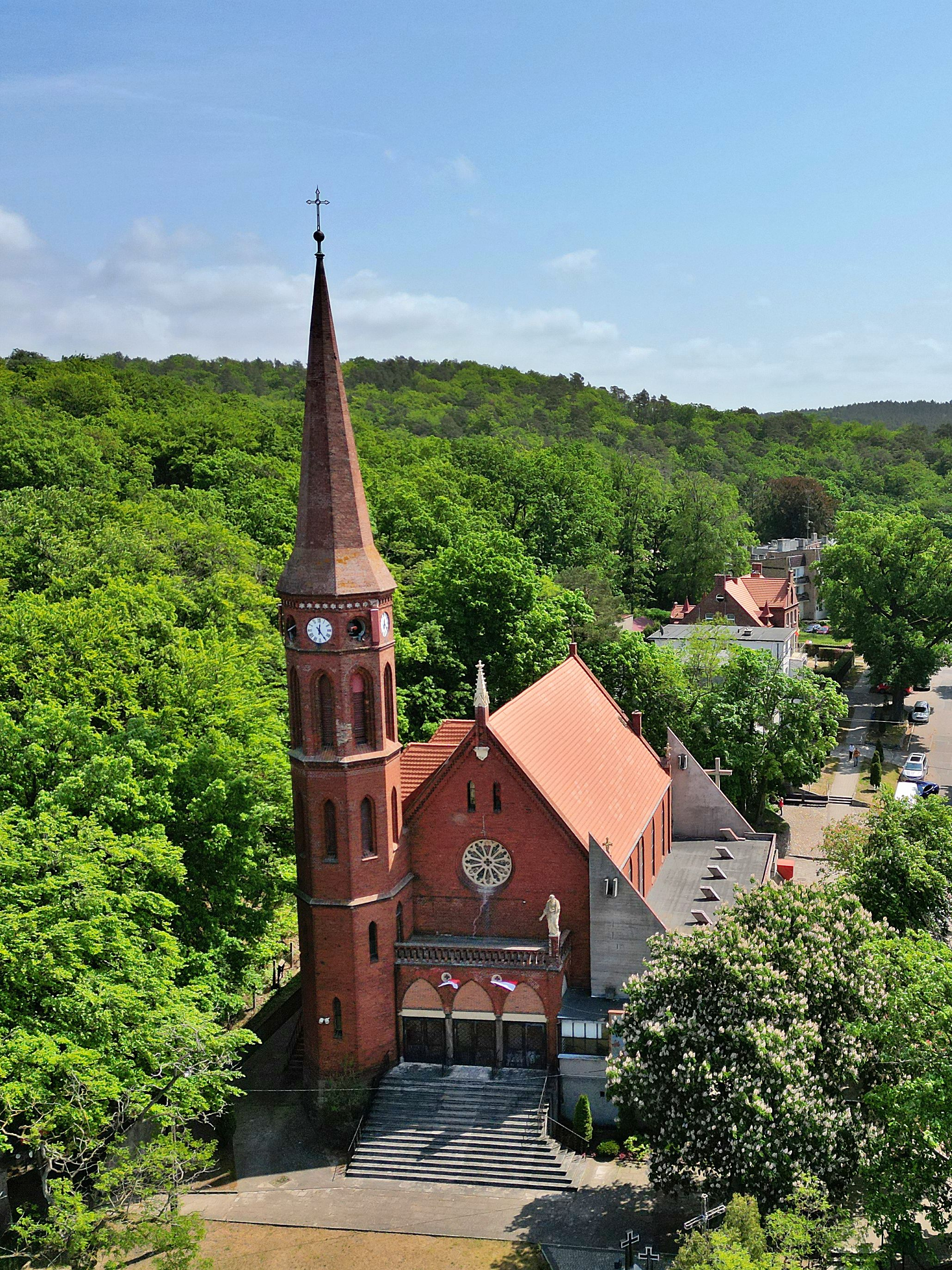
S:t Peterskyrkan.

- Stadens 275 meter långa pir, vid den 2 kilometer långa strandpromenaden.
- S:t Peterskyrkan, uppförd 1860–1862 i nygotisk stil efter ritningar av Friedrich August Stüler, idag ortens katolska kyrka.

### Natur

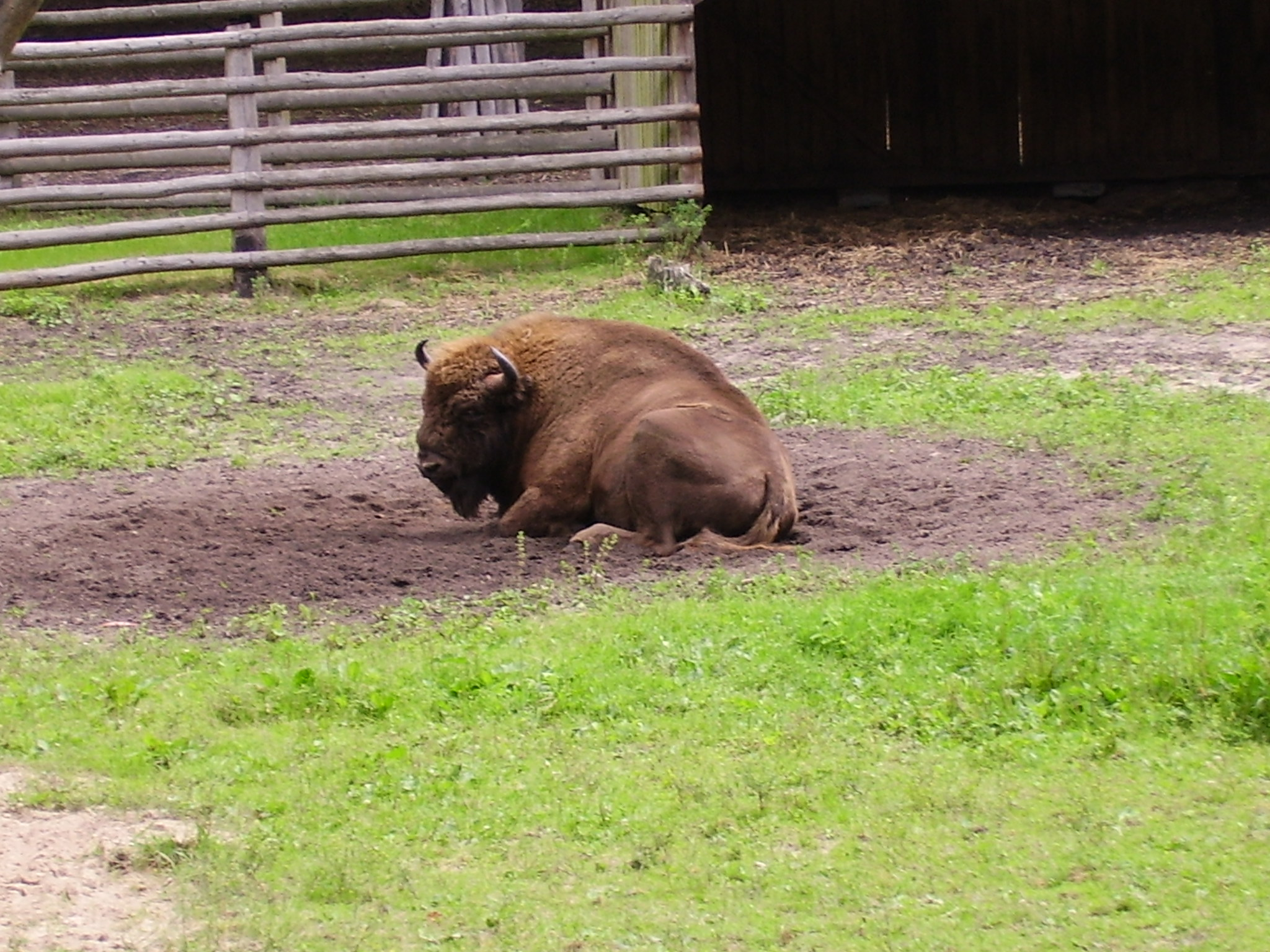
Visent i Wolins nationalpark.

I Wolins nationalpark öster om staden finns en visentpark, där visenter, kronhjortar och vildsvin kan beskådas. Parken har en viktig roll i det centraleuropeiska avelsprogrammet för den utrotningshotade visenten. Nationalparken är även känd för sin branta kust och det stora beståndet av flyttfåglar.

### Kulturevenemang
I Międzyzdroje arrangeras regelbundet filmfestivaler. I närheten av strandpromenaden finns en polsk "Walk of Fame" med handavtryck i brons från kända polska skådespelare.

## Kända invånare
- Werner von Ekesparre (1919–1998), kirurg.
- Albert Sauer (1898–1945), lägerkommendant i Mauthausens koncentrationsläger.